# Broome Pearling Lugger Pidžin
Broome Pearling Lugger Pidžin jezik {ISO 639-3: bpl; broomski kreolski, Kupanški govor (po gradu Koepang), današnji Kupang}, pidžinski jezik kojim se kao kao lingua franca, služe malajski, japanski, kineski i australski lovci na bisere (pleme Bardi), nadalje i stanovnici grada Kupang i torresovi otočani, radi lakše međusobne komunikacije.
Temelji se na malajskm jeziku uz neke riječi koje dolaze iz japanskog ili aboridžinskog kreolskg ili pidžinskog jezika. Govori ga još oko 40 ljudi u području Broomea, gdje je iznikao, Beagle Baya, One Arm Pointa i drugdje, uglavnom na malim jedrenjacima koji se bave lovom na bisere.

## Vanjske poveznice
- Ethnologue (14th)
- Ethnologue (15th)